# Wehrwirtschaftsführer

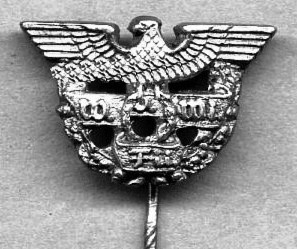
Draagspeld behorend bij de titel

Wehrwirtschaftsführer (WeWiFü) was in Nazi-Duitsland een eretitel van de NSDAP die kon worden toegekend aan leiders van bedrijven in de oorlogsindustrie.
Vanaf 1935 werd deze titel toegekend door het Wehrwirtschafts- und Rüstungsamt van het Oberkommando der Wehrmacht (OKW). Het doel was om deze personen meer aan de Wehrmacht te binden en ze een quasi-militaire status te geven. Vanaf 1938 vonden de benoemingen plaats door het Reichsministerium für Wirtschaft. Na 1940 werd de titel ook steeds vaker aan leiders van bedrijven buiten de oorlogsindustrie verleend, om het belang van deze bedrijven voor de oorlog te onderstrepen. 
Benoemd werden onder andere:
- Carl Borgward
- William Borm
- Carl Bosch
- Hugo Eckener
- Friedrich Flick
- Ernst Heinkel
- Fritz Kleemann

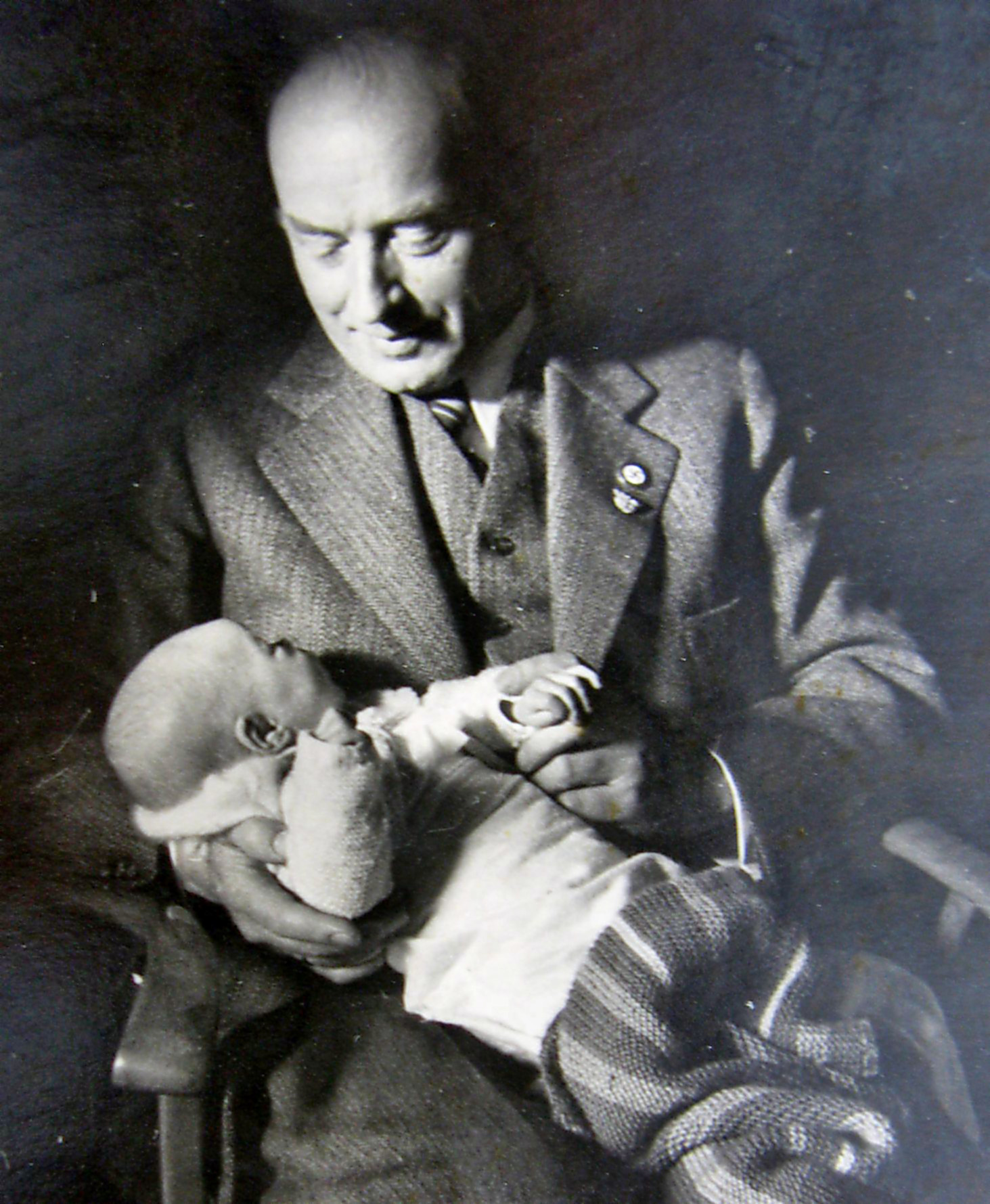
Hans Kohnert met het Gouden Ereteken van de NSDAP en de Wehrwirtschaftsführer draagspeld.

- Gustav Krupp von Bohlen und Halbach
- Fritz ter Meer
- Willy Messerschmitt
- Heinrich Nordhoff
- Ferdinand Porsche
- Günther Quandt[1]